# Jacques-Joseph de Cathelineau
Pour les autres membres de la famille, voir Famille de Cathelineau.
 (novembre 2019).
Si vous disposez d'ouvrages ou d'articles de référence ou si vous connaissez des sites web de qualité traitant du thème abordé ici, merci de compléter l'article en donnant les références utiles à sa vérifiabilité et en les liant à la section « Notes et références ».
Jacques-Joseph de Cathelineau est un militaire contre-révolutionnaire français, né le 28 mars 1787 au Pin-en-Mauges (Anjou) et mort le 27 mai 1832 au manoir de la Chaperonnière à Jallais (Maine-et-Loire).

## Biographie

### Origines et jeunesse
Jacques-Joseph de Cathelineau est le huitième enfant de Jacques Cathelineau, dit « le Saint de l'Anjou », premier généralissime des armées vendéennes pendant la Révolution française, et le seul fils à lui avoir survécu.
Pendant sa jeunesse, Victoire de Donissan, veuve du marquis de Lescure et future marquise de La Rochejaquelein, le prit sous sa protection.

### Carrière militaire
En 1815, durant les Cent-Jours, Cathelineau se joignit à Auguste de La Rochejaquelein et participa à l'insurrection vendéenne contre Napoléon Ier et en faveur des Bourbons.
Tisserand de profession, il entra dans l'armée en 1815, sous la Restauration, en qualité d'officier. Il intégra en 1827 la Garde royale de Charles X, où il fut surnommé « le Saint de la Garde », surnom proche de celui de son père. Il démissionna de l'armée en 1830, refusant de prêter serment au nouveau roi Louis-Philippe.
Jacques-Joseph de Cathelineau fut anobli (une particule a été adjointe à son patronyme) sous la Seconde Restauration par ordonnance du roi Louis XVIII en date du 14 mars 1816, suivie de la délivrance le 15 novembre 1817 de lettres patentes, avec règlement d'armoiries, en considération des mérites de son père Jacques Cathelineau.

### Insurrection vendéenne de 1832 et mort
Cathelineau prit part à l'insurrection royaliste de 1832 suscitée dans l'Ouest de la France par la duchesse de Berry contre la monarchie de Juillet, soulèvement au cours duquel il fut sommairement exécuté au manoir de la Chaperonnière par les gendarmes de Louis-Philippe alors qu'il se constituait prisonnier dans le but de sauver la vie du propriétaire des lieux (Augustin Charles Camille de Rougé, fils de François Pierre Olivier de Rougé) qui l'avait caché,.
Sa dépouille fut d'abord ensevelie auprès de celle de son père dans la chapelle Saint-Charles, communément appelée « chapelle Cathelineau », à Saint-Florent-le-Vieil en Maine-et-Loire. Ces deux dépouilles furent ensuite réparties entre ce premier tombeau et un second en l'église Saint-Pavin du Pin-en-Mauges, où elles furent rejointes en 1896 par celle du fils de Jacques-Joseph, le général Henri de Cathelineau.